# Раймон VIII де Тюренн

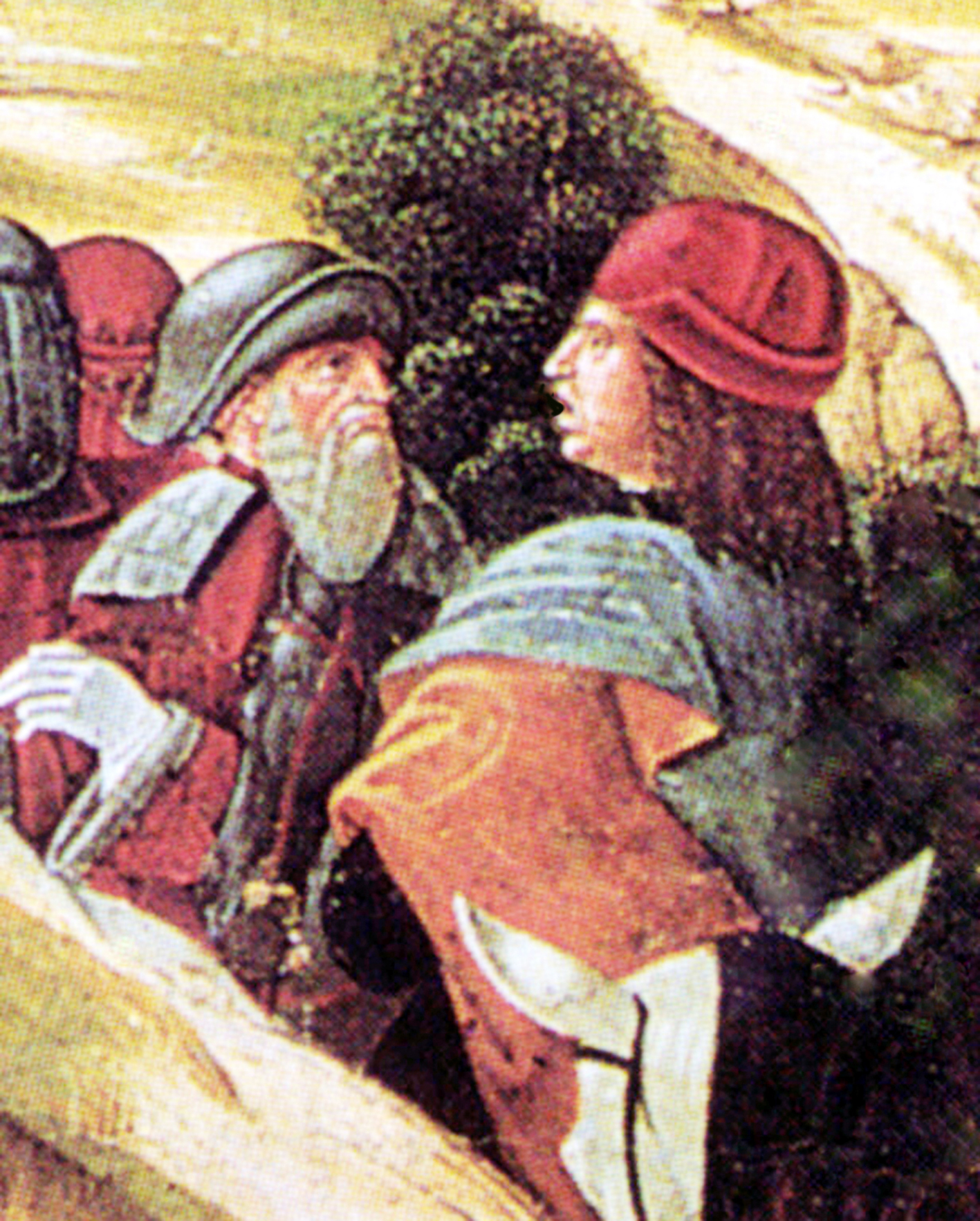
Хуан Фернандес де Эредиа и Раймон де Тюренн

Раймон VIII де Тюренн (Raymond VIII de Turenne), Раймон-Луи Роже де Бофор (Raymond-Louis Roger de Beaufort) (1352—1413) — виконт Тюренна, граф де Бофор.
Сын Гильома III Роже де Тюренна и Алиенор де Комменж. Внучатый племянник папы Клемента VI и кардинала Юга Роже, племянник папы Григория XI.
В октябре 1375 года женился на Марии Оверньской (ум. 1388), дочери Жана I Оверньского и Жанны де Клермон. После этого получил от отца виконтство Тюренн и сеньорию Шалю.
В 1389—1390, 1392—1393 годах и вёл феодальные войны с графиней Прованса Марией де Блуа и авиньонским антипапой Клементом VII. Для этого собрал банду бродяг и разбойников (более 600 человек), которая, не получая жалования, занималась грабежами.
В 1393 году по совету короля Карла VI выдал свою дочь и наследницу Антуанетту де Тюренн замуж за Жана II ле Менгра, маршала Бусико.
После смерти отца (1394) унаследовал графство Бофор, провансальские сеньории Бо, Сен-Реми, Пертюи, Мейрарк, Пенн и другие, и лангедокские — Алес, Андюз, Баньоль-сюр-Сез, Корнийон, Порт-Бертран, и т. д. Графство Бофор передал зятю в качестве приданого дочери.
С 1392 года Одон де Виллар, муж Аликс де Бо — племянницы Раймона де Тюренна, претендовал на сеньорию Бо, которую ему присудил парламент Лангедока. Король Карл VI обещал уладить спор путём уплаты отступных, но обещание не сдержал (возможно — в связи с обострением болезни). В результате в 1399 году сеньория Бо и некоторые другие земли отошли Одону де Виллару и его жене.
В 1399 году Раймон де Тюренн взял и разрушил замок Тараскон. В некоторых исторических хрониках говорится, что после этого, спасаясь от погони, он пытался на лошади переплыть через Рону и утонул. На самом деле Раймон де Тюренн прожил ещё долго и умер естественной смертью.
В 1408 году по ходатайству Бусико папа Бенедикт XIII уполномочил архиепископа турского снять с Раймона де Тюренна отлучение от церкви и отпустить ему все грехи.
Сестра Раймона VIII Элеонора де Бофор (ум. 1420) унаследовала виконтство Тюренн и графство Бофор в 1417 году после смерти Антуанетты де Тюренн.